# 梁漢瑭
梁汉瑭，五代十国后唐将领，应州人，梁汉璋的弟弟。
梁汉瑭以善用槊闻名当时。天成年间，担任魏州效节军使，攻打定州王都，梁汉瑭率领所部一军首先进入其城，擒获王都和蕃将秃绥的名马数匹。当时范延光担任成德节度使，想要其中的好马，梁汉瑭没有同意。梁汉瑭后来屯兵赵州，范延光因事上奏把他杀死，时人以其为冤。